# Sertum Laetitiae
Sertum Laetitiae (en español, Corona de alegría), es una carta encíclica del papa Pío XII, escrita el  1 de noviembre de 1939, y dirigida a los obispos de la Iglesia católica de los Estados Unidos en memoria del 150 aniversario de la instalación del primer obispo estadounidense.

## Contenido
El papa inicia la encíclica manifestando a los obispos norteamericanos su deseo de unirse a la celebración del 150 aniversario del establecimiento de la jerarquía católica en Estados Unidos, mediante la fundación de la diócesis de Baltimore.

Sertum laetitiae sanctae augere cupientes animo vastissima transimus maria et ecce coram adsumus vobis, qui centum et quinquaginta fauste revolutos annos ab ecclesiastica Hierarchia in Foederatis Americae Civitatibus constituta una cum universis gregibus vestris concelebratis
Deseosos de hacer más radiante vuestra corona de santa alegría, atravesamos con nuestros pensamientos la inmensidad ilimitada del mar, para estar con vosotros presentes en espíritu, para celebrar, junto con todos los vuestros fieles, la feliz culminación de un siglo y medio del establecimiento de la jerarquía eclesiástica en los Estados Unidos
Sertum laetitiae, comienzo

Enseguida recuerda las circunstancias que concurrían cuando el papa Pío VI nombró a John Carroll obispo de Baltimore en 1789. Eran pocos los católicos de aquella nación, y difícil la situación del país, con una economía gravada por la larga guerra padecida. Fue necesaria la ayuda de George Washington, un amigo de Carroll para formalizar la constitución del primer obispado de la Iglesia Católica en las 13 colonias que formaban Estados Unidos. 
Cien años más tarde, en 1889, el papa León XIII en su encíclica Longinqua Oceani se dirigió a la Iglesia en los Estados Unidos junto con alabanzas añadió exhortaciones y directrices que mantienen todavía su actualidad. Contemplando ahora el desarrollo de la iglesia en Norteamérica impulsado por el Espíritu Santo, el papa valora su extensión: hay en aquel país  diecinueve provincias, 115 diócesis, 200 seminarios y numerosas instituciones. Alaba especialmente la labor misionera desarrollada en desde el páis y en el mismo país, especialmente entre la población india y negra. En este sentido escribe:

Confesamos que nos sentimos penetrados por un afecto paterno particular, que ciertamente nos inspira el Cielo, hacia los negros que residen entre ustedes porque, en cuanto a la asistencia espiritual y religiosa, sabemos que necesitan cuidados y consuelo especiales: después de todo, son bien merecido
Sertum laetitiae, 9.

La labor de las asociaciones de fieles y de la Acción Católica ponen de manifiesto la vitalidad de la iglesia, tal como el papa tuvo oportunidad de conocer en su visita oficial a Estados Unidos en octubre de 1936. Pero todos estos frutos no deben llevar a la complacencia, sino un estímulo para continuar previendo posibles males y reforzando las iniciativas. En este sentido hay que tener presente que:

El progreso de los bienes externos y materiales, aunque no en pequeña parte aporta a la vida múltiples y apreciable, no es, sin embargo, suficiente para el hombre, nacido para destinos más elevados.
Sertum laetitiae, 18.

La encíclica muestra la necesidad de evitar el materialismo que oculta el sentido sobrenatural de la vida. Para vitar ese peligro progreso destaca la importancia de cuidar la enseñanza donde siempre Cristo ha de estar presente. Muestra también el papel que está llamada a desempeñar la familia cristiana, lo que exige transmitir adecuadamente a los fieles la doctrina del Iglesia, preparándolos a acceder bien preparados al matrimonio. Con palabras de León XIII, la encíclica señala los males que lleva consigo el divorcio. Recuerda Pío XII, la necesidad de seguir lo establecido por el Código de Derecho Canónico para el matrimonio cuando entre los que desean contraerlo no hay acuerdo sobre el dogma católico, o uno de ellos no está bautizado. Situación que hace especialmente necesario que los fieles reciban con plenitud la enseñanza cristiana, lo que exige en los sacerdotes una preocupación constante por el estudio de la teología y el conocimiento de la Sagrada Escritura.
Muestra el papa su interés por la Universidad Católica de América en Washington D. C. cuyo inicio fue recibido por León XIII con satisfacción y confianza en abundantes frutos. Del mismo modo, el papa contempla con satisfacción los deseos de los obispos estadounidenses por ampliar y fortalecer el Pontificio Colegio Norteamericano que acoge en Roma a los estudiantes de aquel país.
Concluye la encíclica con una viva exhortación y un amplio recuerdo a las enseñanzas de León XIII, sobre la cuestión social, Alegrándose al saber que tanto la encíclica Rerum novarum, como la que Pío XI publicó en su cuadragésimo aniversario, la Quadragesimo anno:

son objeto de cuidadosa y perenne atención entre vosotros y consideración por parte de personas de gran talento, cuya generosa voluntad empuja hacia la restauración social y la revitalización de los lazos de amor entre los hombres. Unas reglas que algunos empresarios han querido aplicar para resolver los conflictos, siempre tendientes renovarse con sus trabajadores, respetando la utilidad común y la dignidad de la persona humana.
Sertum laetitiae, 17

En la bendición final el papa hace votos por el fruto que han de consecharse en la solemne celebración del aniversario que recuerda la encíclica.